# Lilltjärnen (Färila socken, Hälsingland, 684895-148195)
Lilltjärnen är en sjö i Ljusdals kommun i Hälsingland och ingår i Ljusnans huvudavrinningsområde. Sjöns area är 0,012 kvadratkilometer och den befinner sig 390 meter över havet.